# Alexei Ekimov
Alexei Ivanovici Ekimov (în rusă Алексей Иванович Екимов, transliterat: Aleksei Ivanovici Ekimov; n. 28 februarie 1945, Leningrad, RSFS Rusă, URSS) este un fizician rus, specializat în fizica stării solide. Din 1999 trăiește și lucrează în Statele Unite ale Americii ca cercetător într-o companie privată. În 2023 a fost distins cu Premiul Nobel pentru Chimie împreună cu Moungi Bawendi și Louis Brus, „pentru descoperirea și sinteza punctelor cuantice”.